# Bjärtrå kyrka
Bjärtrå kyrka är en kyrkobyggnad i Strinne. Den är församlingskyrka i Bjärtrå församling i Härnösands stift.

## Kyrkobyggnaden
En tidigare kyrka av sten var uppförd på medeltiden och låg omkring en kilometer norr om nuvarande kyrkplats. Kyrkan revs när nuvarande kyrka byggdes. Åren 1931–1933 frilades medeltidskyrkans ruin. Numera är den en konserverad ruin med bevarad stiglucka.
Nuvarande kyrka uppfördes åren 1844–1847 av byggmästaren Lars David Geting. Till viss del följdes ritningar från 1833 av arkitekten Samuel Enander. Invigningen genomfördes 5 september 1847 av prosten Jonas Nordberg i Nordingrå. År 1907 genomfördes en restaurering under ledning av arkitekten Albert Thurdin efter förslag av Agi Lindegren. Östra väggen genombröts och sakristian omvandlades till kor. Samtidigt uppfördes nuvarande sakristia norr om koret.

### Webbkällor
- byggnadspresentation